# Chiesa di San Giorgio Martire (Cornate d'Adda)
La chiesa di San Giorgio Martire è la parrocchiale di Cornate d'Adda, in provincia di Monza e Brianza e arcidiocesi di Milano; fa parte del decanato di Trezzo sull'Adda.

## Storia

### Nascita della chiesa
Sul declinare del VII secolo a Cornate si combatté un’aspra battaglia tra il ribelle Alachis, duca di Trento e di Brescia, e il re Cuniperto. Secondo alcuni, Alachis con le sue truppe avrebbe passato l’Adda a Porto. Alachis cadde sul campo ed il suo esercito venne sconfitto. A perenne ricordo di tanta vittoria, Cuniberto fece erigere sul luogo un monastero, dedicandolo a San Giorgio martire. Il 7 dicembre del 901, Ludovico III donò ai vescovi di Como l’abbazia.
La mensa vescovile di Como passò poi in altre mani: nel gennaio del 998, Luitefredo, vescovo di Tortona, dopo aver vinto una lite contro i coniugi Riccardo e Valderata e ottenuta una grande quantità di beni, di questi ne fece due parti, una la donò all’imperatore, l’altra la vendette al duca Ottone, padre del papa.
Lo storico Meani scrive che parte dell’attuale campanile risalirebbe all'VIII secolo, costruzione che sarebbe dovuta essere una torre, la quale, per la sua grande solidità, ha potuto resistere all'intemperanza dei secoli. Quel castello, comunque, nel X secolo doveva situarsi all'interno del recinto della chiesa di San Giorgio martire e della sua canonica. Nel 1398 la canonica di Cornate d'Adda, oltre al prete superiore, contava sette preti. Il 7 luglio del 1491 frate Pacifico de Limbiate dava in affitto a Zanino Brambilla una casa a Porto, i fondi così ricavati sarebbero stati poi destinati alla cascina Fugazza, al tempo, un piccolo monastero. Il gesuita padre Ferrari, nel 1758, poté osservare sia il cadente cenobio che la viva devozione dei terrieri verso l'antica immagine di Maria.

### Storia
Venne edificata nel 691 per ordine di re Cuniperto (longobardo) ma nel 1770 venne ampliata a forma di croce latina, con tre navate. Il parroco Roncari offrì 1 000 lire, mentre la contessa Burghi versò 25 000 lire. Agli affreschi ci pensò il sacerdote Comi che sostenne le spese insieme a Biffi Luigi. Anche il popolo aiutò a ingrandire la chiesa offrendo gratuitamente materiale e dando soldi in offerta. Si riuscì così ad ampliare la chiesa senza lasciar debiti. Nel 1885 fu costruito l’attuale presbiterio, mentre il vecchio altare ora ha il compito di ospitare il Santissimo. Ed ancora grazie agli abitanti del paese furono acquistate e benedette cinque nuove campane, montate sul campanile e suonate per la prima volta il 18 gennaio 1887. Nel 1880 furono acquistate le stazioni della Via Crucis (ogni abitante offrì 50 centesimi). Nel 1900 fu costruito un nuovo altare in marmo rivolto verso i fedeli.

### Nel periodo del concilio di Trento
Il concilio tridentino fu convocato da papa Paolo III nel 1545 e terminò nel 1563. In questo periodo nacquero diversi ordini, come i gesuiti, i cappuccini, così la fede e la religione si diffusero per tutta Italia. Nei diversi paesi venne creato l'ordine delle pievi e delle parrocchie. Cornate apparteneva all'ordine delle pieve di Pontirolo, la cui chiesa era dedicata a San Giovanni Evangelista. La chiesa di San Giorgio era molto ampia e ben conservata, ma mancava di decorazioni, ed aveva una sola campana perché la povertà impediva miglioramenti. Ma nel 1566, con la visita di San Carlo Borromeo obbligò i canonici ed il prete superiore a ristrutturare la chiesa, lavori che furono guidati da Harisio. Nel 1609, grazie alla famiglia dei Borromei, nacque una scuola di catechisti, anche se le iscrizioni dei volontari non erano molto sollecite. Questa scuola fu poi affiancata dalle Confraternite del SS. Nel 1619 fu acquistato un nuovo fonte battesimale dopo scontri tra i delegati vescovili e Federico Borromeo. Comunque in questo periodo di decisioni importanti per le chiese cristiane, la chiesa di San Giorgio rimase al livello di semplice parrocchia rurale.

### I patroni
- San Giorgio, martire: viene celebrata la memoria del santo patrono in chiesa bruciando ul pallone, un gesto che ricorda come sia passeggera la gloria di questo mondo, la festa più grande delegata al patrono avvenne nell’aprile 1945;
- San Luigi Gonzaga: la festa liturgica avviene alla seconda domenica di settembre. Per questa occasione viene posta la statua del santo che fu restaurata in occasione del centenario.

## Interno

### La cappella della Madonna
Gli affreschi sono opera di Giuseppe Ravanelli. Nel 1930 fu anche l'autore degli affreschi della cappella di San Giuseppe. La statua della Madonna del Rosario fu restaurata nel 1945, e usata la prima volta nello stesso anno della costruzione, nel corso di un Rosario Solenne. Maria tiene in braccio Gesù bambino, entrambi indossano una corona d’oro. La donna indossa un vestito color panna con ricami d’oro e un lungo mantello azzurro con stelline d’oro. Gesù ha in mano una croce.

### Le vetrate
Il 16 ottobre 1935, durante la settimana, furono intallate tutte le vetrate artistiche della navata principale. I simboli furono disegnati da Giuseppe Ravanelli, mentre le vetrate furono eseguite dalla ditta Taverotto. Le vetrate laterali furono realizzate nel 1985 e sono ispirate al Cantico delle Creature di san Francesco.

### La tomba di monsignor Caccia
Monsignor Carlo Caccia Dominioni fu vicario generale capitolare dell'arcidiocesi di Milano. Morto a Villa Paradiso il 6 ottobre 1866, nel 1902, per il volere degli abitanti di Cornate la sua salma venne traslata dal cimitero alla chiesa parrocchiale.

### Le tele
Nella chiesa sono presenti quattro tele molto importanti:
- La Visitazione, di Camillo Procaccini, olio su tela. È stato dipinto verso il 1600 ma è stato deposto a Cornate il 13 luglio 1818.
- Estasi di San Francesco, olio su tela, 380 x 260.
- Incoronazione della Vergine, di Federico Barocci, olio su tela, 200 x 120.
- La decollazione del Battista, di proprietà della parrocchia di Cornate.